# 마인크래프트 베드락 에디션
마인크래프트(영어: Minecraft) 또는 마인크래프트 베드락 에디션(영어: Minecraft Bedrock Edition)은 C++로 작성된 여러 플랫폼들이 2017년 Better Together Update로 인하여 통합된 새 마인크래프트의 명칭이다.
통합된 이후 개발 팀이 JE(자바)보다 BE(베드락) 마인크래프트를 중심으로 개발할 것이라고 한다. Better Together 업데이트를 기점으로 자바 에디션과 버전 넘버링을 맞춰갔고, 1.16을 기점으로는 자바 에디션과 버전 넘버링이 일치하게 됐다.

## 정식 명칭
마인크래프트의 정식 명칭은 시작 화면에도 볼 수 있다시피 '마인크래프트(Minecraft)'이다.
자바 에디션은 '마인크래프트 자바 에디션'이 정식 명칭이지만, 베드락 에디션은 대부분 구분할 때만 사용한다.

## 멀티플레이 및 서버
멀티 플레이는 총 다섯가지 방법이 있다.
- 같은 LAN에 접속한 상태에서 상대방의 맵에 접속하는 방법
- Xbox에서 친구 추가를 하고 그 유저의 맵에 접속하는 방법
- 정해진 기간 동안 24시간 호스팅 되는 렐름으로 접속하는 방법
- 서버를 만들어 아이피와 포트를 입력하여 접속하는 방법
- 아이피와 포트 없이 파트너 서버로 접속하는 방법

현재(1.16.201 기준) 파트너 서버는 총 6개로, 그 서버는 CubeCraft, Galaxite, Lifeboat, Mineplex, Mineville, The Hive이다.

## 개발
| 2010 | 프리릴리즈                        |
| 2011 | 0.1.0                             |
| 2012 | 0.2.0                             |
| 2012 | 0.3.0                             |
| 2012 | 0.4.0                             |
| 2012 | 0.5.0                             |
| 2013 | 0.6.0                             |
| 2013 | 0.7.0                             |
| 2013 | 0.8.0                             |
| 2014 | 0.9.0                             |
| 2014 | 0.10.0                            |
| 2015 | 0.11.0                            |
| 2015 | 0.12.0                            |
| 2015 | 0.13.0                            |
| 2016 | 0.14.0: "오버월드 업데이트"       |
| 2016 | 0.15.0: "우정 업데이트"           |
| 2016 | 0.16.0: "보스 업데이트"           |
| 2016 | 1.0.0: "엔더 업데이트"            |
| 2017 | 1.1.0: "탐구 업데이트"            |
| 2017 | 1.2.0: "Better Together 업데이트" |
| 2018 | 1.4.0: "수중 업데이트(1)"         |
| 2018 | 1.5.0: "수중 업데이트(2)"         |
| 2018 | 1.6.0                             |
| 2018 | 1.7.0                             |
| 2018 | 1.8.0                             |
| 2019 | 1.9.0: "마을과 약탈(1)"           |
| 2019 | 1.10.0: "마을과 약탈(2)"          |
| 2019 | 1.11.0: "마을과 약탈(정식)"       |
| 2019 | 1.12.0: "마을과 약탈(3)"          |
| 2019 | 1.13.0: "마을과 약탈(4)"          |
| 2019 | 1.14.0: "윙윙거리는 벌들"         |
| 2020 | 1.16.0: "네더 업데이트"           |
| 2021 | 1.17.0:"동굴과 절벽 업데이트"(1)  |
| 2021 | 1.18.0:"동굴과 절벽 업데이트"(2)  |

## 마켓플레이스
마인크래프트 베드락 에디션에서는 마켓플레이스(Marketplace)라고 불리는 상점이 있다. 마켓플레이스에서는 마인크래프트 코인 또는 결제를 통하여 상품을 구매할 수 있으며, 상품에는 맵, 모드, 스킨, 스킨 치장품등이 있다. 또는 마인크래프트 이벤트로 인하여 무료로 상품을 획득할 수 있다.

### 마인코인
마인코인은 베드락 에디션에서만 사용 가능한 화폐이다. 이 마인코인으로 마켓플레이스에 있는 상품들을 자유롭게 구매하거나, 위에 있는 공식 서버를 포함하여, 마인크래프트 서버에 있는 아이템이나 랭크등을 마인코인으로 구매가 가능하다. 마인코인을 획득하는 방법은 마켓플레이스로 들어가서 구매하거나 마이크로소프트 상점에서 스타터팩($29.99) 또는 마스터팩($49.99)으로 각각 700 마인코인, 1000 마인코인을 획득할 수 있다.
| 개수(Ⓜ)   | 320 Ⓜ  | 960 Ⓜ +60 Ⓜ | 1600 Ⓜ +120 Ⓜ | 3200 Ⓜ +300 Ⓜ | 8000 Ⓜ +800 Ⓜ |
| 가격(USD) | $1.99  | $5.99       | $9.99         | $19.99        | $49.99        |
| 가격(KRW) | 2,500₩ | 7,500₩      | 12,400₩       | 24,900₩       | 62,900₩       |

## 교육 에디션
마인크래프트 에듀케이션 에디션은 마인크래프트 포켓 에디션을 기반 C++로 만들어진 교육용 프로그램이다. 에듀케이션 에디션에는 NPC와 허용 블록, 거부 블록과 화학 관련 아이템 등이 있는데, 이의 일부분은 '교육 에디션'이란 버튼을 켜서 추가하거나 꺼도 추가되는 아이템들을 베드락 에디션에 포함되어 있다.
교육 에디션과 베드락 에디션은 나눠져있지만 베드락 에디션 안에서 교육 에디션을 플레이할 수 있는 기능이 있는 것이다.

### 교육 에디션 버튼을 켜면 추가되는 것
아이템
- 원소 블럭
- 원소 구성기
- 화합물 생성기
- 실험대
- 물질 분해기
- 산화 알루미늄
- 암모니아
- 황산 바륨
- 벤젠
- 삼산화붕소
- 브로민화 칼슘
- 원유
- 접착제
- 과산화 수소
- 황화 철
- 라텍스
- 수소화 리튬
- 루미놀
- 수산화 나트륨
- 질산마그네슘
- 산화 마그네슘
- 폴리에틸렌
- 아이오딘화 포타슘
- 비누
- 아세트산 소듐
- 플루오린화 소듐
- 수소화 소듐
- 차아염소산 소듐
- 산화 소듐
- 황산염
- 물(H2O)
- 염화 칼슘
- 염화 세륨
- 염화 수은
- 염화 포타슘
- 염화 텅스텐
- 소금
- 찌꺼기
- 표백제
- 열 블록
- 얼음 폭탄
- 슈퍼 비료

명령어
- Abilty
  - Worldbuilder 또는 Wb(Ability로도 할 수 있는 명령어)
- Immutableworld

### 교육 에디션 버튼을 키지 않아도 추가되어 있는 것
아이템
- 허용 블럭(allow)
- 거부 블럭(deny)
- 숯 (C7H4O)
- 잉크(FeSO4)
- 설탕(포도당)(C6H12O6)[주 2]

몹
- NPC

=

## 같이 보기
- 샌드박스
- C++
- 모장
- 마인크래프트
- 마인크래프트 에듀케이션 에디션
- 마인콘

### 정보주
1. ↑  마인코인
2. ↑  화학식은 포도당이지만, 원소를 조합하면 설탕이 나온다.

### 참고주
1. ↑  “Minecraft Beta - 1.17.0.52 (Xbox One/Windows 10/Android)”. 2021년 4월 28일. 2021년 4월 29일에 원본 문서에서 보존된 문서. 2021년에 확인함.
2. ↑  “Minecraft Beta - 1.17.0.52 (Xbox One/Windows 10/Android)”. 2021년 4월 28일. 2021년 4월 29일에 원본 문서에서 보존된 문서. 2021년에 확인함.